# União das Igrejas Cristãs Batistas na Romênia
A União das Igrejas Cristãs Batistas na Romênia (em romeno:  Uniunea Bisericilor Creștin Baptiste din România) é uma associação cristã evangélica de Igrejas batistas em Romênia. Ela é afiliada à Romanian Evangelical Alliance e à Aliança Batista Mundial. A sede está localizada em Bucareste.

## História
A União tem suas origens no estabelecimento da primeira igreja batista em Bucareste pelo missionário alemão Karl Scharschmidt em 1856. Em 1912, a primeira igreja de língua romena foi estabelecida em Bucareste. Em 1920, a União foi oficialmente fundada por igrejas batistas. De acordo com um censo da associação, em 2023 ela disse que tinha 1.697 igrejas e 83.853 membros.

## Escola

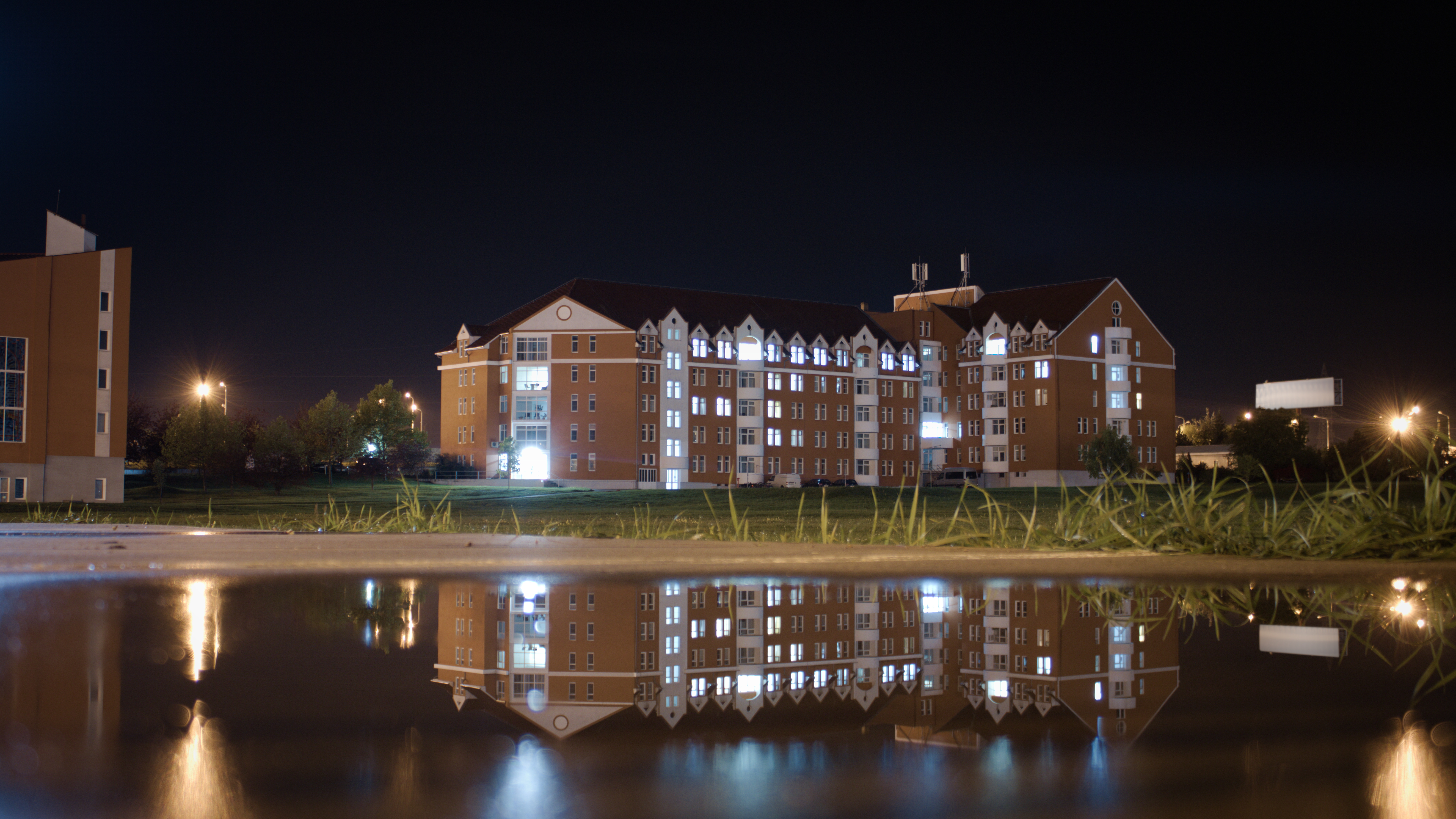
Campus da Universidade Emanuel de Oradea em Oradea.

Em 1921, ela fundou o Instituto Teológico Batista de Bucareste, que se tornaria a Faculdade de Teologia Batista, filiada à Universidade de Bucareste.
A União é um parceiro da Universidade Emanuel de Oradea fundada em 1990 por uma igreja membro.